# Nordsøen Oceanarium

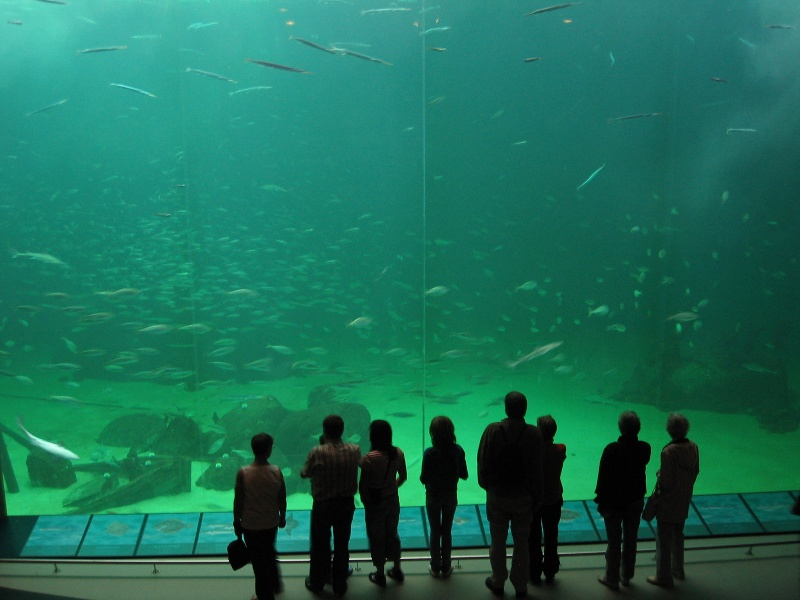
Det stora akvariet i Nordsøen Oceanarium

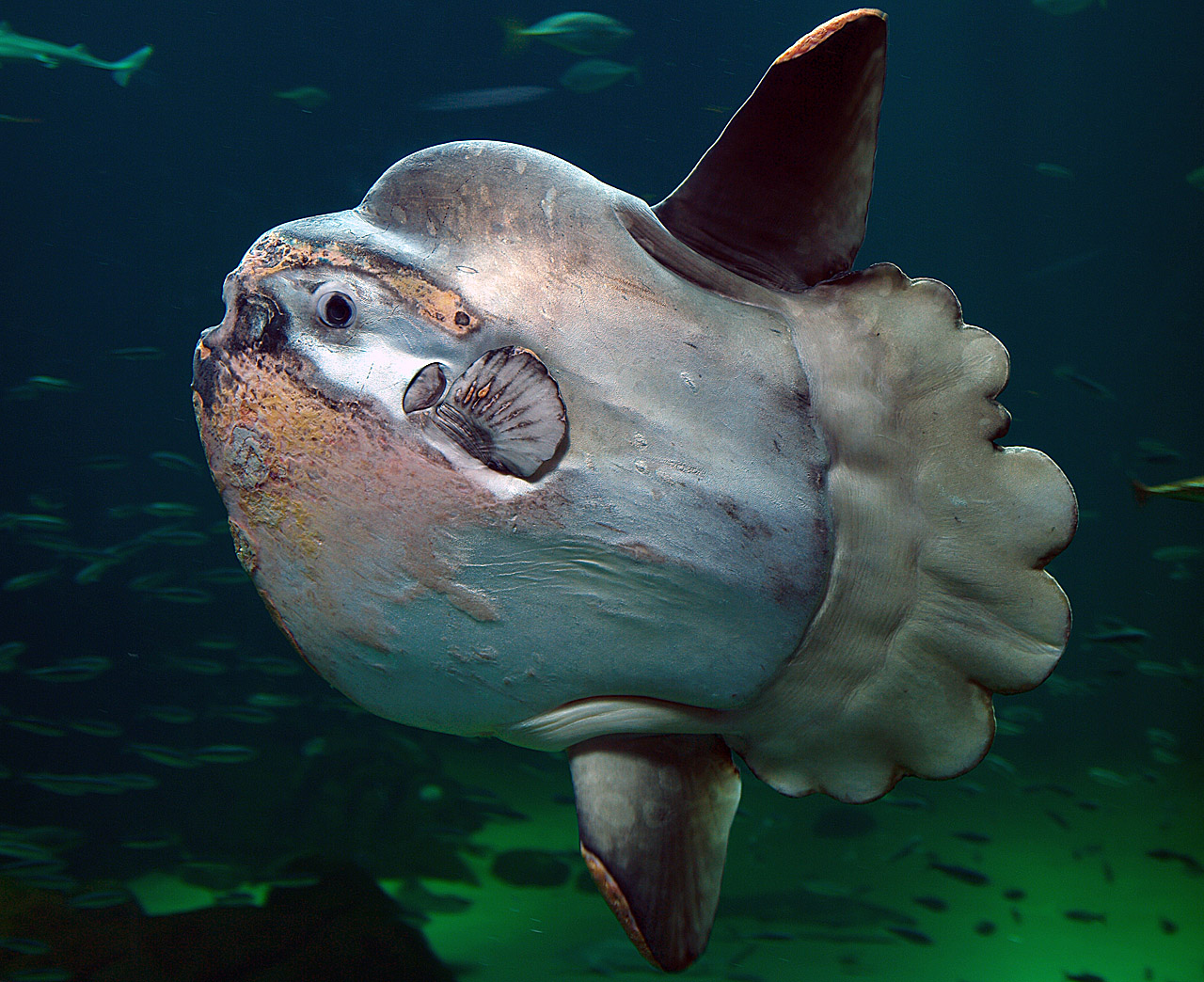
Klumpfisk

Nordsøen Oceanarium är ett danskt akvarium och zoologiskt museum i Hirtshals i Nordjylland. De arter som visas är sådana som finns i haven runt Danmark. Det drivs administrativt tillsammans med, men juridiskt skilt från, Nordsøen Forskerpark.
Nordsøen Oceanarium öppnade 1998, förstördes av en brand 2003 och öppnade åter i juli 2005.
Det stora elliptiska akvariet är 22 x 33 meter och rymmer 4,5 miljoner liter vatten. Det efterliknar miljön i öppna havet i Nordsjön och är speciellt byggt för att rymma pelagisk fisk i fiskstim. Där finns också torsk, gråsej, piggvar och havsabborre. Andra arter i akvariet är pigghaj, rockor och klumpfisk. Sammanlagt finns omkring 2.000-3.000 fiskar I detta akvarium.
Tolv akvarier visar olika habitat I Nordsjön, från sandiga bottnar vid pirarna till den gyttjiga havsbottnen flera hundra meter ned i Norska rännan mellan Danmark och Norge. Det finns också ett antal temaakvarier. 
I Nordsøen Oceanariums utomhussälbassäng finns de två sälarter som lever i danska vatten: knubbsäl och gråsäl.